# Zábřeh
Zábřeh ou Zábřeh na Moravě (en allemand : Hohenstadt an der March) est une ville du district de Šumperk, dans la région d'Olomouc, en Tchéquie. Sa population s'élevait à 13 320 habitants en 2025.

## Géographie
Zábřeh est arrosée par la Moravská Sázava et se trouve à 13 km au sud-ouest de Šumperk, à 43 km au nord-ouest d'Olomouc et à 176 km à l'est de Prague.

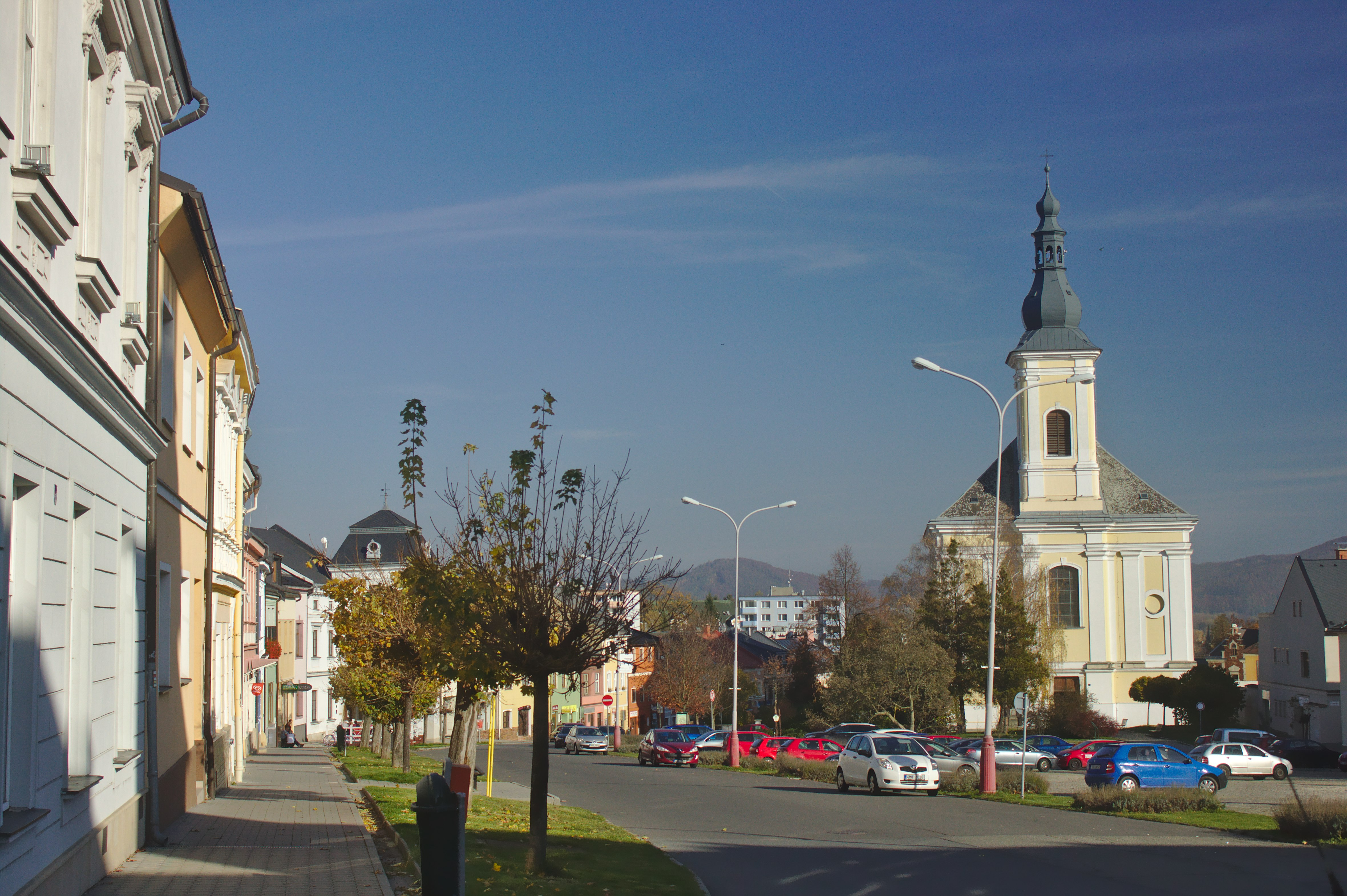
Place Masaryk.

La commune est limitée par Jedlí, Svébohov, Rovensko et Postřelmov au nord, par Lesnice et Leština à l'est, par Rájec, Jestřebí, Nemile et Kosov au sud, et par Drozdov à l'ouest. La commune compte aussi deux quartiers séparés de sa partie principale au sud : Dolní Bušínov et Hněvkov.

## Histoire
La première trace écrite de Zábřeh date de 1254.

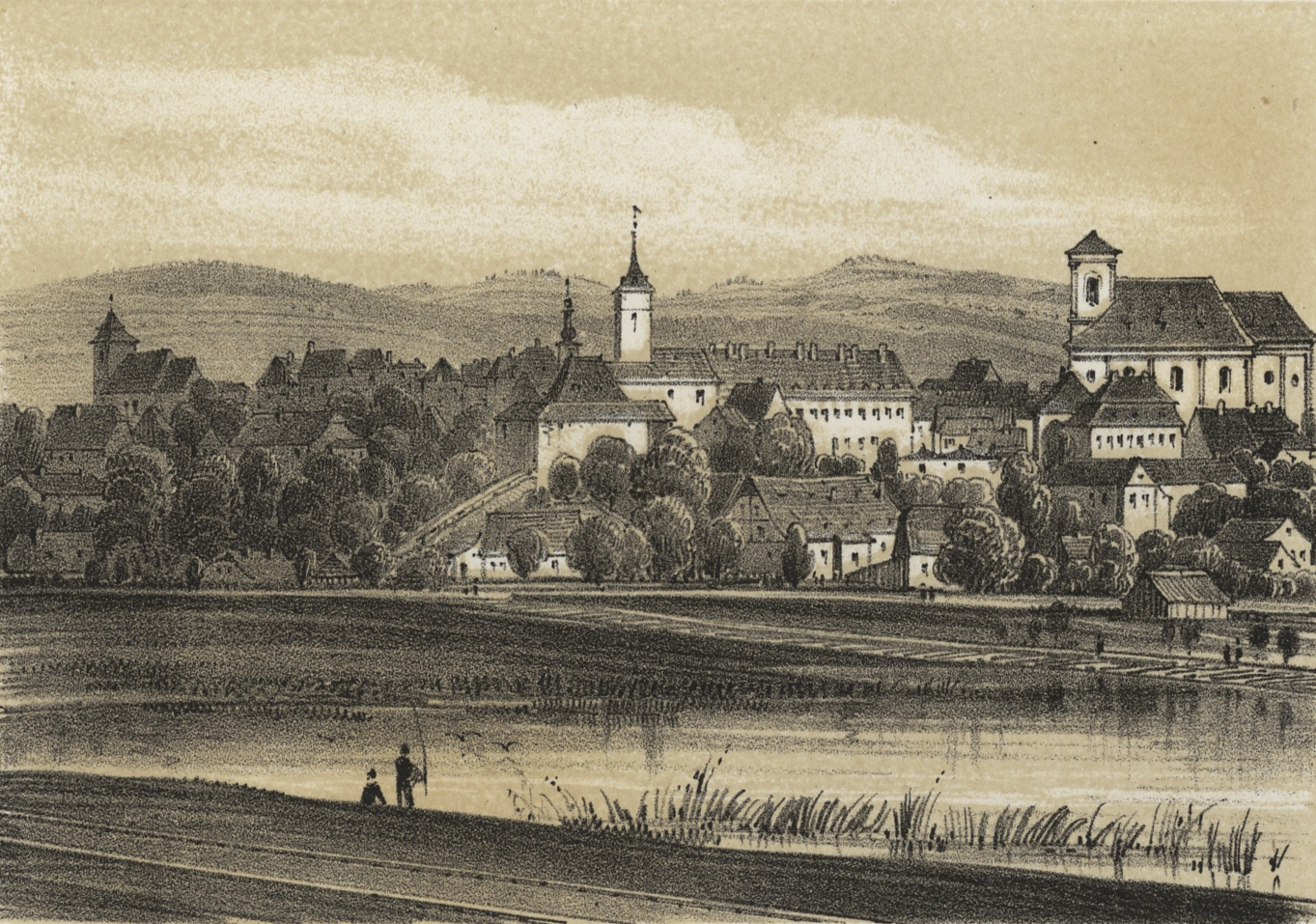
Zábřeh en 1845, par Ludwig Förster.

## Population
Recensements ou estimations de la population de la commune dans ses limites actuelles :
| 1869* | 1880* | 1890* | 1900* | 1910* | 1921* |
| ----- | ----- | ----- | ----- | ----- | ----- |
| 5 790 | 6 017 | 6 599 | 7 166 | 7 918 | 8 078 |

| 1930* | 1950* | 1961* | 1970*  | 1980*  | 1991*  |
| ----- | ----- | ----- | ------ | ------ | ------ |
| 9 122 | 8 449 | 9 293 | 11 420 | 14 253 | 15 005 |

| 2001*  | 2011*  | 2014   | 2015   | 2016   | 2017   |
| ------ | ------ | ------ | ------ | ------ | ------ |
| 14 561 | 14 001 | 13 798 | 13 836 | 13 792 | 13 645 |

| 2018   | 2019   | 2020   | 2021*  | 2022   | 2023   |
| ------ | ------ | ------ | ------ | ------ | ------ |
| 13 666 | 13 589 | 13 456 | 13 479 | 13 281 | 13 434 |

| 2024   | 2025   | - | - | - | - |
| ------ | ------ | - | - | - | - |
| 13 444 | 13 320 | - | - | - | - |

## Patrimoine
- Château Renaissance

- Patrimoine religieux

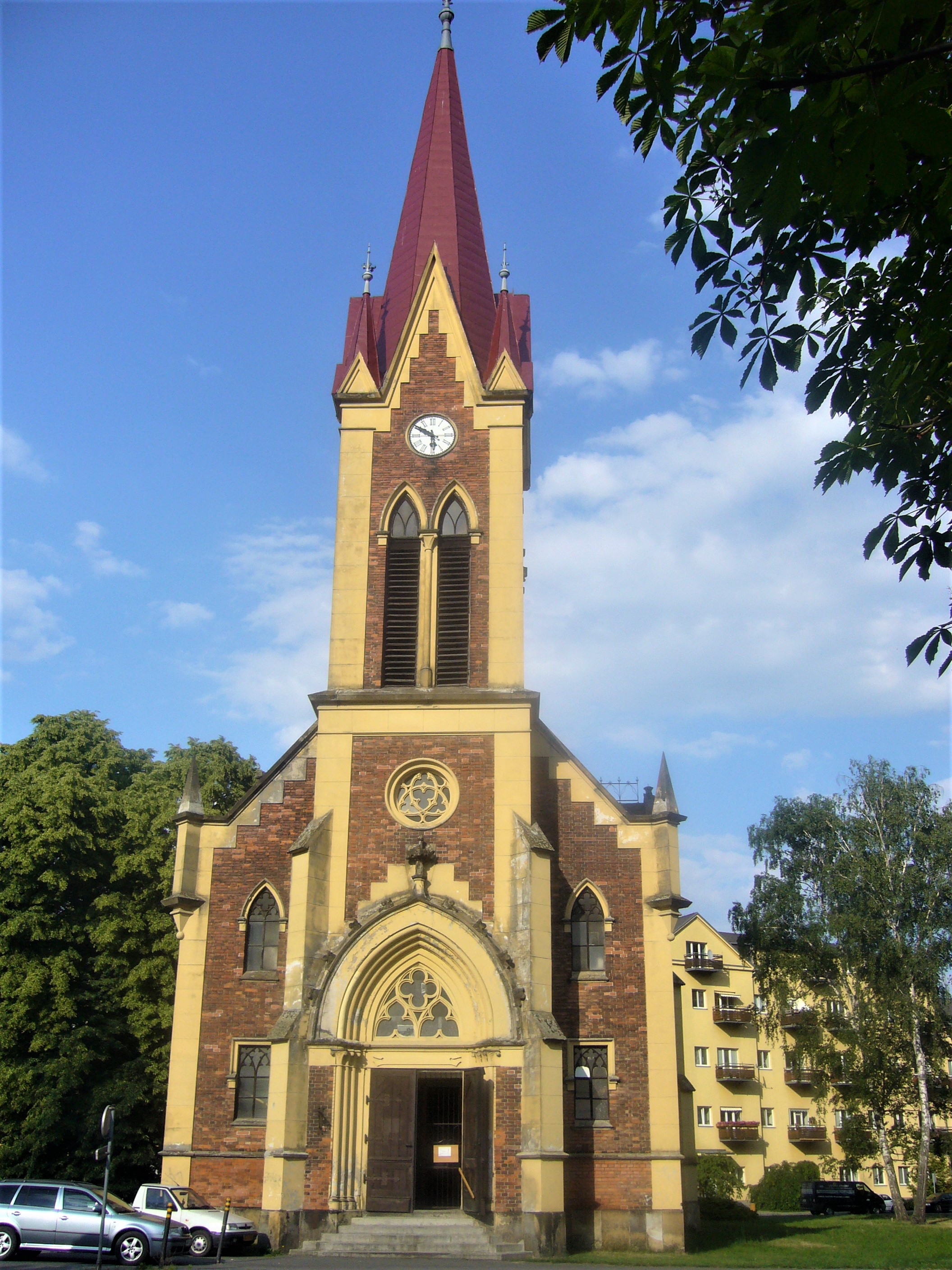
Église évangélique.
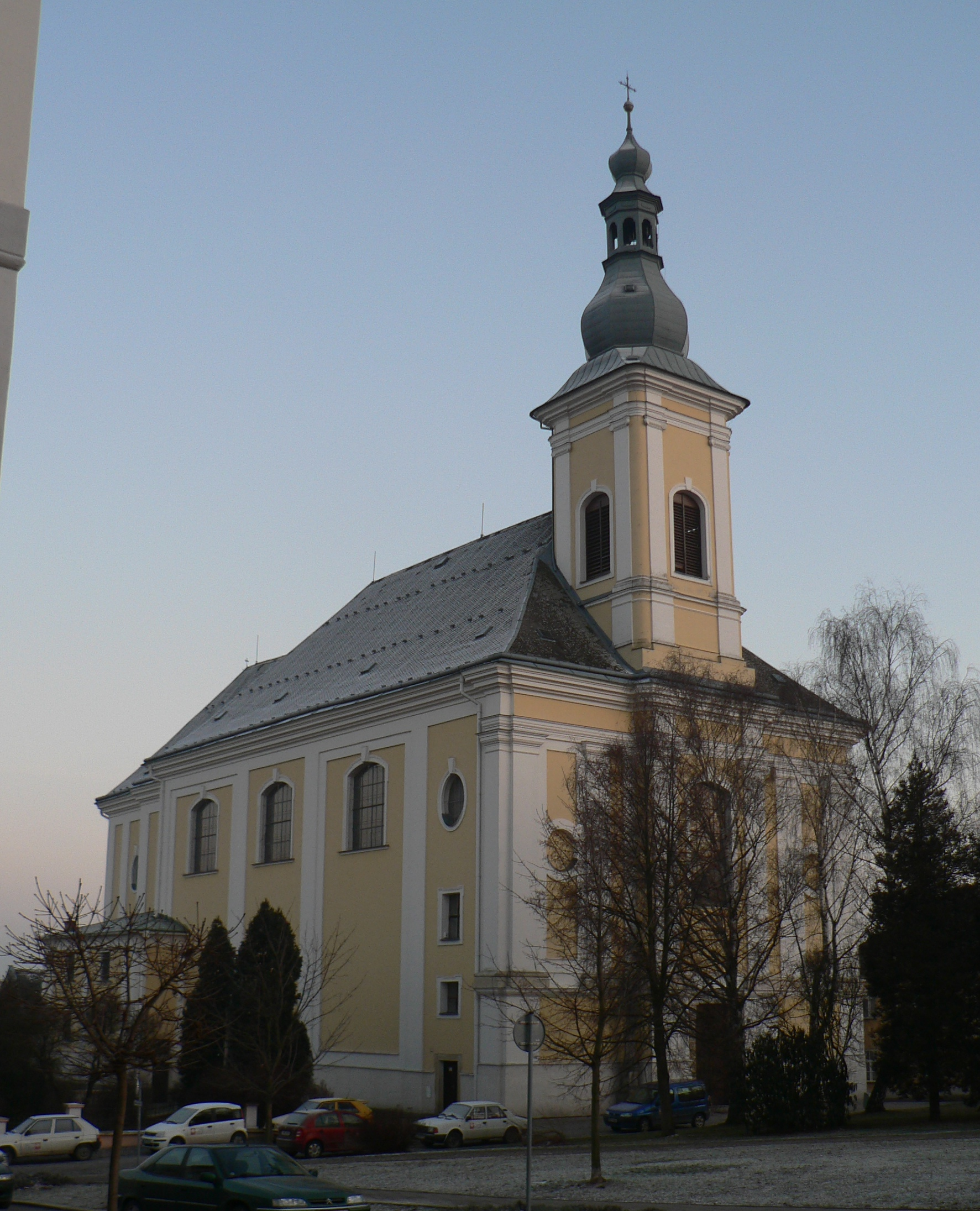
Église Saint-Barthélemy.
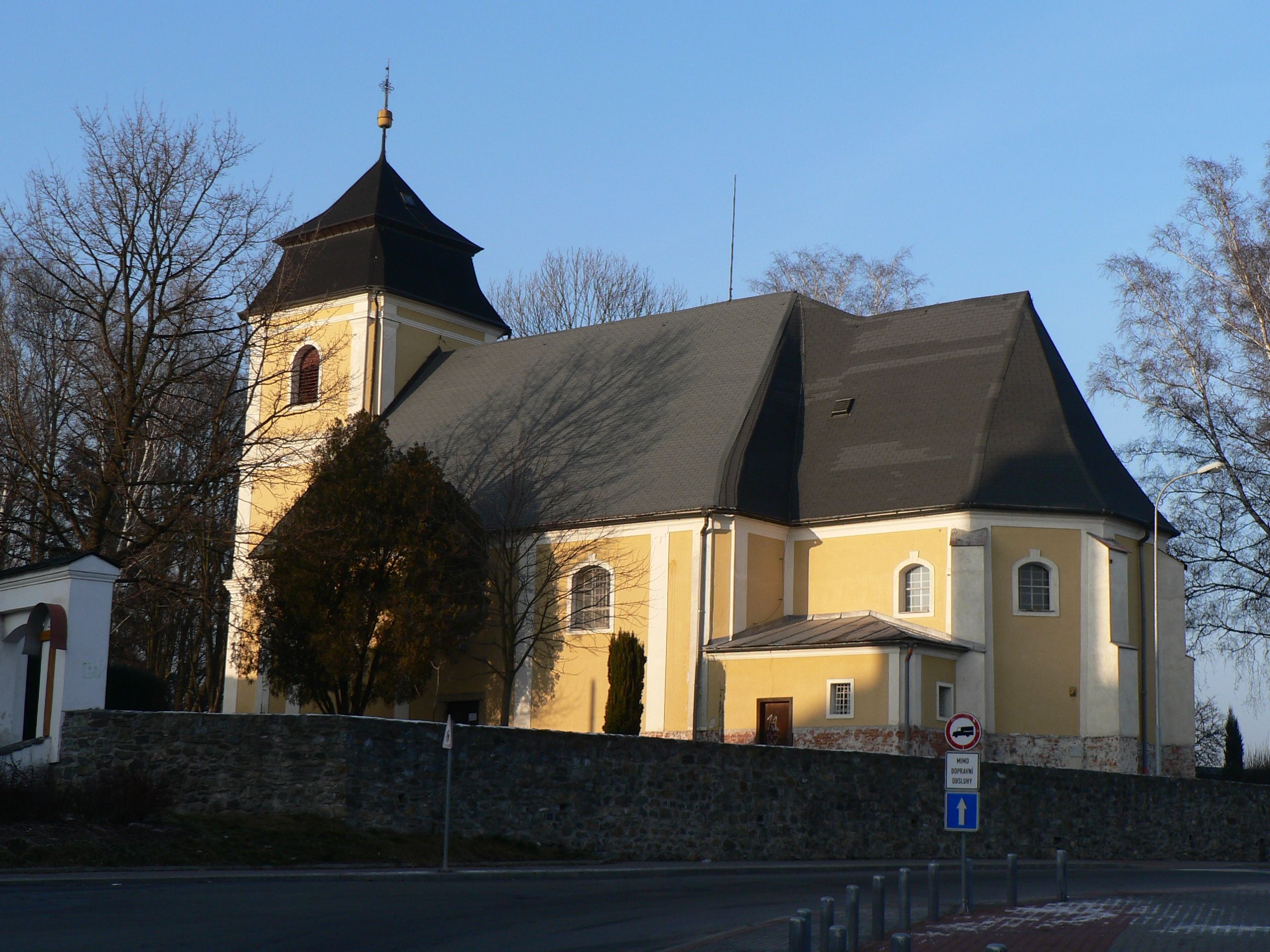
Église Sainte-Barbara.

## Administration
La commune se compose de cinq sections :
- Zábřeh
- Dolní Bušínov
- Hněvkov
- Pivonín
- Václavov

## Transports
Par la route, Zábřeh  se trouve à 13 km de Mohelnice, à 14 km de Šumperk, à 46 km d'Olomouc et à 215 km de Prague.

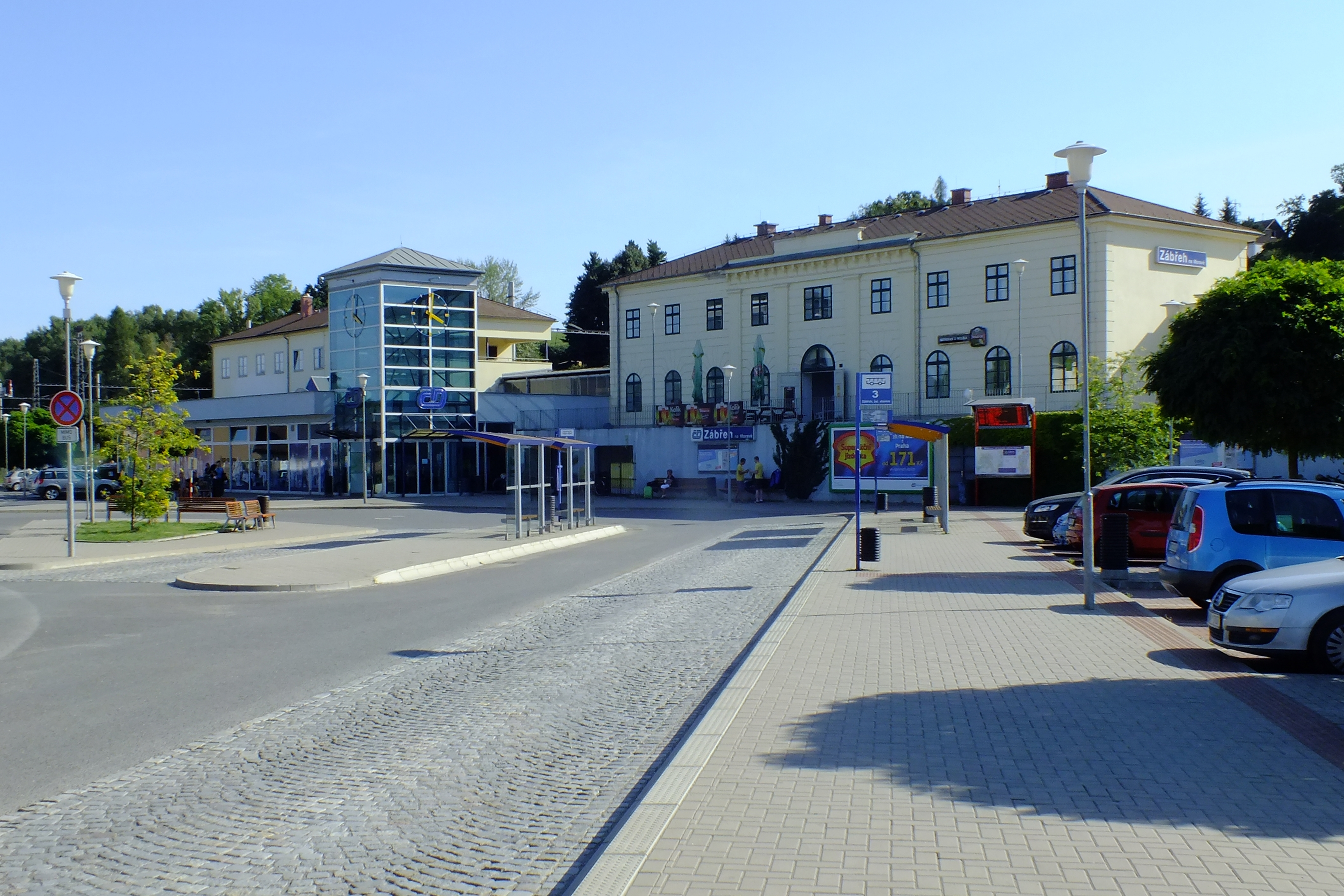
Gare ferroviaire et station de bus.
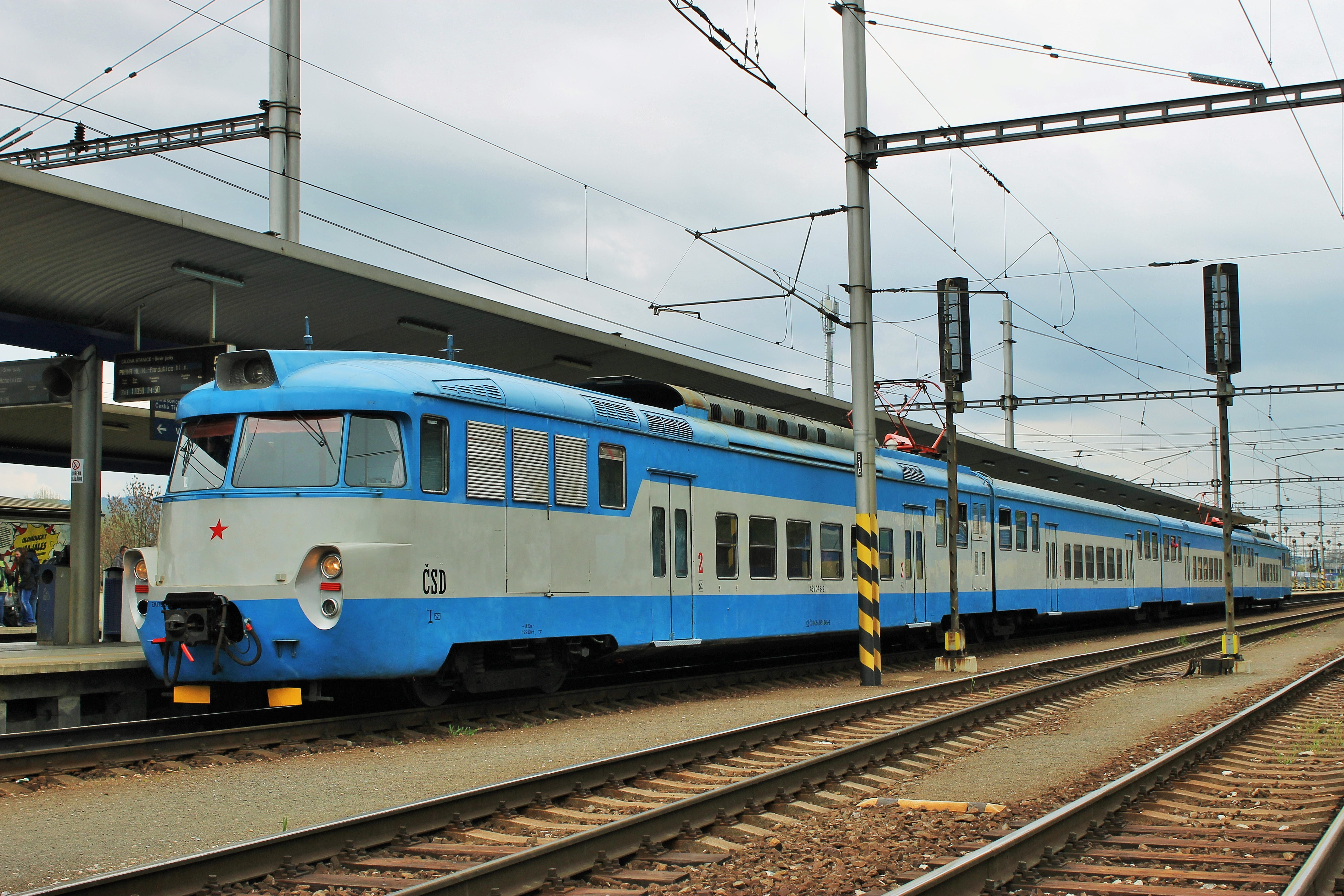
ČSD 451 en gare de Zábřeh.

## Jumelage
- Ochsenfurt (Allemagne)
- Handlová (Slovaquie)